# PCGF5
PCGF5‏ (Polycomb group ring finger 5) هوَ بروتين يُشَفر بواسطة جين PCGF5 في الإنسان.